# Trisha Deb
Pour les articles homonymes, voir DEB.
Trisha Deb, née le 21 octobre 1991 à Calcutta, est une archère indienne.

## Biographie
Trisha Deb remporte la médaille de bronze aux Jeux asiatiques de 2014 à Incheon dans l'épreuve de tir à l'arc à poulies individuel féminin et dans l'épreuve d'arc à poulies par équipe féminine avec Purvasha Shende et Jyothi Surekha Vennam.
En 2017, elle décroche l'argent par équipe aux championnats du monde de tir à l'arc. 